# I 100 migliori film del XXI secolo secondo la BBC
La lista dei 100 migliori film del XXI secolo è una classifica redatta nell'agosto del 2016 dalla BBC. I film sono stati scelti da una giuria di 177 critici cinematografici provenienti da tutto il mondo. La lista è creata dall'unione di ogni singola top 10 di ogni critico che è stato invitato a compilare la propria classifica personale dei dieci migliori film realizzati dall'anno 2000 in poi.

## Lista completa
| No. | Titolo | Regista                          | Anno |
| --- | --- | -------------------------------- | ---- |
| 1   | Mulholland Drive | David Lynch                      | 2001 |
| 2   | In the Mood for Love (Huāyàng niánhuá)                                                                                    | Wong Kar-wai                     | 2000 |
| 3   | Il petroliere (There Will Be Blood)                                                                                       | Paul Thomas Anderson             | 2007 |
| 4   | La città incantata (Sen to Chihiro no kamikakushi)                                                                        | Hayao Miyazaki                   | 2001 |
| 5   | Boyhood | Richard Linklater                | 2014 |
| 6   | Se mi lasci ti cancello (Eternal Sunshine of the Spotless Mind)                                                           | Michel Gondry                    | 2004 |
| 7   | The Tree of Life | Terrence Malick                  | 2011 |
| 8   | Yi Yi - e uno... e due... (Yī Yī)                                                                                         | Edward Yang                      | 2000 |
| 9   | Una separazione (Jodāyi-e Nāder az Simin)                                                                                 | Asghar Farhadi                   | 2011 |
| 10  | Non è un paese per vecchi (No Country for Old Men)                                                                        | Joel ed Ethan Coen               | 2007 |
| 11  | A proposito di Davis (Inside Llewyn Davis)                                                                                | Joel ed Ethan Coen               | 2013 |
| 12  | Zodiac | David Fincher                    | 2007 |
| 13  | I figli degli uomini (Children of Men)                                                                                    | Alfonso Cuarón                   | 2006 |
| 14  | L'atto di uccidere (The Act of Killing)                                                                                   | Joshua Oppenheimer               | 2012 |
| 15  | 4 mesi, 3 settimane, 2 giorni (4 luni, 3 săptămâni și 2 zile)                                                             | Cristian Mungiu                  | 2007 |
| 16  | Holy Motors | Leos Carax                       | 2012 |
| 17  | Il labirinto del fauno (El laberinto del fauno)                                                                           | Guillermo del Toro               | 2006 |
| 18  | Il nastro bianco (Das weiße Band)                                                                                         | Michael Haneke                   | 2009 |
| 19  | Mad Max: Fury Road | George Miller                    | 2015 |
| 20  | Synecdoche, New York | Charlie Kaufman                  | 2008 |
| 21  | Grand Budapest Hotel (The Grand Budapest Hotel)                                                                           | Wes Anderson                     | 2014 |
| 22  | Lost in Translation - L'amore tradotto (Lost in Translation)                                                              | Sofia Coppola                    | 2003 |
| 23  | Niente da nascondere (Caché)                                                                                              | Michael Haneke                   | 2005 |
| 24  | The Master | Paul Thomas Anderson             | 2012 |
| 25  | Memento | Christopher Nolan                | 2001 |
| 26  | La 25ª ora (25th Hour) | Spike Lee                        | 2002 |
| 27  | The Social Network | David Fincher                    | 2010 |
| 28  | Parla con lei (Hable con ella)                                                                                            | Pedro Almodóvar                  | 2002 |
| 29  | WALL•E | Andrew Stanton                   | 2008 |
| 30  | Old Boy | Park Chan-wook                   | 2003 |
| 31  | Margaret | Kenneth Lonergan                 | 2011 |
| 32  | Le vite degli altri (Das Leben der Anderen)                                                                               | Florian Henckel von Donnersmarck | 2006 |
| 33  | Il cavaliere oscuro (The Dark Knight)                                                                                     | Christopher Nolan                | 2008 |
| 34  | Il figlio di Saul (Saul fia)                                                                                              | László Nemes                     | 2015 |
| 35  | La tigre e il dragone (Wòhǔ Cánglóng)                                                                                     | Ang Lee                          | 2000 |
| 36  | Timbuktu | Abderrahmane Sissako             | 2014 |
| 37  | Lo zio Boonmee che si ricorda le vite precedenti (Lung Boonmee raleuk chat)                                               | Apichatpong Weerasethakul        | 2010 |
| 38  | City of God (Cidade de Deus)                                                                                              | Fernando Meirelles Kátia Lund    | 2002 |
| 39  | The New World - Il nuovo mondo (The New World)                                                                            | Terrence Malick                  | 2005 |
| 40  | I segreti di Brokeback Mountain (Brokeback Mountain)                                                                      | Ang Lee                          | 2005 |
| 41  | Inside Out | Pete Docter                      | 2015 |
| 42  | Amour | Michael Haneke                   | 2012 |
| 43  | Melancholia | Lars von Trier                   | 2011 |
| 44  | 12 anni schiavo (12 Years a Slave)                                                                                        | Steve McQueen                    | 2013 |
| 45  | La vita di Adele (La Vie d'Adèle - Chapitres 1 & 2)                                                                       | Abdellatif Kechiche              | 2013 |
| 46  | Copia conforme (Copie conforme)                                                                                           | Abbas Kiarostami                 | 2010 |
| 47  | Leviathan (Leviafan) | Andrej Zvjagincev                | 2014 |
| 48  | Brooklyn | John Crowley                     | 2015 |
| 49  | Adieu au langage - Addio al linguaggio (Adieu au langage)                                                                 | Jean-Luc Godard                  | 2014 |
| 50  | The Assassin (Cìkè Niè Yǐnniáng)                                                                                          | Hou Hsiao-hsien                  | 2015 |
| 51  | Inception | Christopher Nolan                | 2010 |
| 52  | Tropical Malady (Sud Pralad)                                                                                              | Apichatpong Weerasethakul        | 2004 |
| 53  | Moulin Rouge! | Baz Luhrmann                     | 2001 |
| 54  | C'era una volta in Anatolia (Bir zamanlar Anadolu'da)                                                                     | Nuri Bilge Ceylan                | 2011 |
| 55  | Ida | Paweł Pawlikowski                | 2013 |
| 56  | Le armonie di Werckmeister (Werckmeister Hármoniák)                                                                       | Béla Tarr, Ágnes Hranitzky       | 2000 |
| 57  | Zero Dark Thirty | Kathryn Bigelow                  | 2012 |
| 58  | Moolaadé | Ousmane Sembène                  | 2004 |
| 59  | A History of Violence | David Cronenberg                 | 2005 |
| 60  | Syndromes and a Century (Sang sattawat)                                                                                   | Apichatpong Weerasethakul        | 2006 |
| 61  | Under the Skin | Jonathan Glazer                  | 2013 |
| 62  | Bastardi senza gloria (Inglourious Basterds)                                                                              | Quentin Tarantino                | 2009 |
| 63  | Il cavallo di Torino (A torinói ló)                                                                                       | Béla Tarr, Ágnes Hranitzky       | 2011 |
| 64  | La grande bellezza | Paolo Sorrentino                 | 2013 |
| 65  | Fish Tank | Andrea Arnold                    | 2009 |
| 66  | Primavera, estate, autunno, inverno... e ancora primavera (Bom yeoreum gaeul gyeoul geurigo bom)                          | Kim Ki-duk                       | 2003 |
| 67  | The Hurt Locker | Kathryn Bigelow                  | 2008 |
| 68  | I Tenenbaum (The Royal Tenenbaums)                                                                                        | Wes Anderson                     | 2001 |
| 69  | Carol | Todd Haynes                      | 2015 |
| 70  | Stories We Tell | Sarah Polley                     | 2012 |
| 71  | Tabu | Miguel Gomes                     | 2012 |
| 72  | Solo gli amanti sopravvivono (Only Lovers Left Alive)                                                                     | Jim Jarmusch                     | 2013 |
| 73  | Before Sunset - Prima del tramonto (Before Sunset)                                                                        | Richard Linklater                | 2004 |
| 74  | Spring Breakers - Una vacanza da sballo (Spring Breakers)                                                                 | Harmony Korine                   | 2012 |
| 75  | Vizio di forma (Inherent Vice)                                                                                            | Paul Thomas Anderson             | 2014 |
| 76  | Dogville | Lars von Trier                   | 2003 |
| 77  | Lo scafandro e la farfalla                                                                                                | Julian Schnabel                  | 2007 |
| 78  | The Wolf of Wall Street                                                                                                   | Martin Scorsese                  | 2013 |
| 79  | Quasi famosi (Almost Famous)                                                                                              | Cameron Crowe                    | 2000 |
| 80  | Il ritorno (Vozvraščenje)                                                                                                 | Andrej Zvjagincev                | 2003 |
| 81  | Shame | Steve McQueen                    | 2011 |
| 82  | A Serious Man | Joel ed Ethan Coen               | 2009 |
| 83  | A.I. - Intelligenza artificiale (A.I. Artificial Intelligence)                                                            | Steven Spielberg                 | 2001 |
| 84  | Lei (Her) | Spike Jonze                      | 2013 |
| 85  | Il profeta (Un prophète)                                                                                                  | Jacques Audiard                  | 2009 |
| 86  | Lontano dal paradiso (Far From Heaven)                                                                                    | Todd Haynes                      | 2002 |
| 87  | Il favoloso mondo di Amélie (Le Fabuleux Destin d'Amélie Poulain)                                                         | Jean-Pierre Jeunet               | 2001 |
| 88  | Il caso Spotlight (Spotlight)                                                                                             | Tom McCarthy                     | 2015 |
| 89  | La mujer sin cabeza | Lucrecia Martel                  | 2008 |
| 90  | Il pianista (The Pianist)                                                                                                 | Roman Polański                   | 2002 |
| 91  | Il segreto dei suoi occhi (El secreto de sus ojos)                                                                        | Juan José Campanella             | 2009 |
| 92  | L'assassinio di Jesse James per mano del codardo Robert Ford (The Assassination of Jesse James by the Coward Robert Ford) | Andrew Dominik                   | 2007 |
| 93  | Ratatouille | Brad Bird                        | 2007 |
| 94  | Lasciami entrare (Låt den rätte komma in)                                                                                 | Tomas Alfredson                  | 2008 |
| 95  | Moonrise Kingdom - Una fuga d'amore (Moonrise Kingdom)                                                                    | Wes Anderson                     | 2012 |
| 96  | Alla ricerca di Nemo (Finding Nemo)                                                                                       | Andrew Stanton                   | 2003 |
| 97  | White Material | Claire Denis                     | 2009 |
| 98  | Dieci (Dah) | Abbas Kiarostami                 | 2002 |
| 99  | La vita è un raccolto (Les glaneurs et la glaneuse)                                                                       | Agnès Varda                      | 2000 |
| 100 | Carlos | Olivier Assayas                  | 2010 |
| 100 | Requiem for a Dream | Darren Aronofsky                 | 2000 |
| 100 | Vi presento Toni Erdmann (Toni Erdmann)                                                                                   | Maren Ade                        | 2016 |